# Haiming, Oberbayern
Haiming är en kommun och ort i Landkreis Altötting i Regierungsbezirk Oberbayern i förbundslandet Bayern i Tyskland.